# Подлипье (Торошинская волость)
Подлипье — деревня в Торошинской волости Псковского района Псковской области России.
Расположена в 11 км к северу от Пскова и в 14 км к западу от деревни Торошино.

## Население
Численность населения деревни по состоянию на 2000 год составляла 2 человека.
| 2001 | 2002 | 2010 |
| ---- | ---- | ---- |
| 2    | ↗8   | ↘6   |